# Гипербол
Гипербол (др.-греч. Ὑπέρβολoς; ум. июнь 411 года до н. э., Самос) — афинский политический деятель. Происходил из незнатной, но, по-видимому, богатой семьи, начал карьеру как оратор. В качестве демагога стал одним из самых известных политиков Афин, а после гибели вождя радикальных демократов Клеона занял его место на политической арене. Комедиографы конца V века до н. э., включая Аристофана, а вслед за ними Фукидид и другие авторы в своих произведениях охарактеризовали Гипербола в крайне негативном ключе — как сикофанта, «проходимца», «человека гнусного» и «негодного», «позор города».
Между 417 и 415 годами до н. э. Гипербол стал инициатором или, как минимум, горячим сторонником проведения остракофории, в ходе которой афинянам следовало сделать выбор между умеренной политикой Никия и/или Фаякса и экспансионизмом Алкивиада. Для Гипербола был выгоден любой из двух возможных результатов, так как один из его политических конкурентов был бы изгнан. Однако Алкивиад и представители умеренной «партии» договорились о союзе, после чего внезапно для всех жертвой остракофории стал Гипербол. Это был последний остракизм в истории Афин. По словам Плутарха, афиняне решили отказаться от такой процедуры из-за того, что она была применена к недостойному человеку и таким образом дискредитирована; мнения исследователей на этот счёт расходятся.
Гипербол был убит на Самосе местными олигархами во время бунта против демократии в 411 году до н. э.

## Биография

### Происхождение
Гипербол был сыном Антифана из дема Перифеды аттической филы Энеида (Феопомп называет его сыном Хремета, но это утверждение противоречит данным эпиграфики и считается ошибочным). Благодаря комедиографам известно имя матери Гипербола — Доксо. Многие античные авторы пишут о низком происхождении этого политика: Андокид называет Гипербола сыном «клеймёного раба», трудившегося на монетном дворе, «чужеземцем и варваром», автор схолиев к «Миру» Аристофана — сирийцем, драматург Платон — лидийцем, Клавдий Элиан констатирует, что отца Гипербола «почти никто не знает». Комедиографы пишут о Доксо как о ростовщице, пристрастившейся к выпивке. Сам Гипербол, по словам Андокида, занимался в молодости изготовлением масляных ламп.
Исследователи в связи со всеми этими сообщениями источников отмечают, что афинские комедиографы, не любившие политиков-демагогов, часто приписывали им низкое происхождение. Имя Гипербол относится к исконно аттическим. Коренное происхождение отца Гипербола не вызывает сомнений, так как в противном случае его сын не мог получить права демота и полноценно участвовать в политической жизни Афин. Упоминание о занятиях ростовщичеством матери может говорить о богатстве родителей Гипербола.

### Ранние годы и карьера
Дата рождения Гипербола неизвестна. Учитывая предположение о богатстве его родителей и упоминание в источниках масляных ламп, некоторые антиковеды полагают, что Гипербол мог владеть мастерской, где изготавливали такие лампы, либо заниматься торговлей этими изделиями. Согласно ряду источников, он был ещё и сикофантом, то есть профессиональным доносчиком, добывавшим деньги с помощью судебных обвинений и шантажа. Упоминание Гипербола в общем пассаже о сикофантах в комедии Аристофана «Ахарняне» может говорить об определённых успехах на этом поприще.
Выходец из незнатной семьи смог получить образование у софистов и достиг определённых успехов в ораторском искусстве, необходимых для участия в политической жизни Афин. Среди учителей Гипербола называют философа Антифонта. Впоследствии Аристофан в комедии «Облака» высмеял занятия Гипербола у риторов. К середине 420-х годов до н. э. Гипербол уже обладал определённой известностью. Об этом говорят упоминания его имени в одном из уцелевших фрагментов комедии Кратина «Часы», поставленной на сцене между 428 и 426 годами до н. э., и в «Ахарнянах» Аристофана (425 год до н. э.), где хор радует одного из персонажей, Дикеополя, сообщением: «Гипербол, встретившись с тобой, тебя не засудит».
По-видимому, Гипербол пошёл по пути, традиционному для политиков демократического толка: сначала он добился известности, выступая в судах, а потом начал делать громкие заявления, касавшиеся государственной жизни. Ситуация в Афинах благоприятствовала быстрой карьере. Город с переменным успехов вёл войну против Пелопоннесского союза, а в 429 году до н. э. умер самый авторитетный представитель общины Перикл, открыв таким образом путь к возвышению «новым политикам». В числе этих людей, не принадлежавших к аристократии и готовых заигрывать с демосом, оказались Гипербол, Клеофонт, Клеон; последний стал наиболее известным и влиятельным демагогом своей эпохи.
Судя по комедии Аристофана «Всадники», к 424 году до н. э. Гипербол был в числе самых видных политиков Афин. Этого демагога драматург высмеял в «разговоре триер», причём наградил его максимально уничижительным эпитетом, «негодный». Гипербол часто подвергается нападкам и в других комедиях тех лет — в частности, из-за своего риторического образования и большого состояния (по словам Аристофана, в сто талантов), нажитого неправедным путём. Политика называют «позором города», обвиняют в «низости», в занятиях сикофантией. По мнению антиковеда Сергея Карпюка, все эти нападки говорят только об успешности карьеры Гипербола.
Возможно, в 420-е годы до н. э. Гипербол стал триерархом, то есть за свой счёт построил и оснастил военный корабль, а после содержал его в исправном состоянии (как намёк на это может трактоваться одна фраза в «Женщинах на празднике Фесмофорий» Аристофана). Эта литургия была самой обременительной из всех общественных повинностей, которые государство накладывало на состоятельных граждан. Гипербол получил должность гиеромнемона — секретаря «священного посольства», который отвечал за отношения Афин с Дельфами (на этой должности, согласно Аристофану, он потерял венок), к 420 или 419 году до н. э. он занял место в совете пятисот, причём комедиограф Платон в одной из своих пьес высказал сомнения в законности его избрания. В историографии выдвигалась гипотеза о том, что Гипербол был ещё и стратегом (либо в начале 420-х годов до н. э., либо в 425/424 году), но широкой поддержки она не получила.
В сохранившихся источниках упоминаются две законодательные инициативы Гипербола — о порядке проведения Гефестий, праздника в честь бога огня и кузнечного мастерства, и о проверке расходования общественных денег. Другие его начинания во внутриполитической сфере неизвестны. Активнее всего Гипербол занимался пропагандой внешней экспансии, выступая как член группировки радикальных демократов, которые опирались на афинскую чернь, использовали приёмы демагогии, популизм, военную риторику. Руководителем этой группировки и в течение какого-то времени самым влиятельным государственным деятелем Афин был Клеон, при котором Гиперболу отводилась вечно вторая роль. Аристофан посвятил целую комедию, «Осы» (422 год до н. э.), высмеиванию Клеона, а Гипербола в ней упомянул только один раз, как обманщика народа.
Во «Всадниках» высмеивается план Гипербола по завоеванию Карфагена. Неясно, действительно ли существовал такой план или политик просто выступал за экспансию на западе в самом общем виде; в любом случае его взгляды соответствовали внешней политике Афин того времени. В 427—424 годах состоялась Первая Сицилийская экспедиция, продолжать активность в этом направлении призывал Клеон, и карфагенский план Гипербола мог быть одним из вариантов конкретизации этих призывов. После гибели Клеона в 422 году до н. э. в битве при Амфиполе Гипербол, по-видимому, занял его место вождя радикальных демократов и самого влиятельного политика Афин. Однако уже через год возглавленная им группировка потеряла популярность: уставший от войны демос поддержал перемирие со Спартой, которое вошло в историю под названием «Никиева мира». Гипербол, судя по косвенным данным, и в последующие годы развивал политическую активность. В следующий раз он упоминается в источниках в связи со своим остракизмом.

### Остракизм
Вскоре после заключения Никиева мира в Афинах развернулась ожесточённая борьба между двумя группировками, одна из которых (во главе с Никием) выступала за миролюбивую политику, а другая — за продолжение экспансии на западе (в частности, на Сицилии). Вторую группировку возглавил Алкивиад — молодой аристократ, родственник Перикла, отличавшийся умом, энергией и личным обаянием. Столкновение двух политических сил привело к остракофории, жертвой которой внезапно для всех оказался Гипербол.
Точная датировка этого события невозможна. Учитывая данные Плутарха, изгнание Гипербола можно отнести к весне 417, 416 или 415 годов до н. э., а детали являются предметом бурной дискуссии учёных. Долгое время больше всего голосов было в пользу 417 года до н. э. из-за свидетельства Феопомпа о шестилетнем промежутке между остракофорией и гибелью изгнанника; однако позже был реконструирован текст афинского декрета, принятого по инициативе Гипербола и надёжно датируемого летом 417 года. Соответственно этот вариант большинством учёных был отвергнут. Исследователи современности приводят в пользу 416 или 415 годов разного рода аргументы, ни один из которых не может быть признан решающим.
Согласно наиболее известной версии, описанной у Плутарха, афинское Народное собрание приняло решение о проведении остракофории, так как демосу было необходимо сделать выбор между умеренной политикой Никия и экспансионистской политикой Алкивиада. Возможно, именно Гипербол был инициатором этой процедуры. При любом её исходе он оказывался в выигрыше: в случае устранения с политической сцены Алкивиада Гипербол становился главным выразителем мнения «партии войны», изгнание Никия стало бы серьёзным поражением «партии мира». Однако предводитель радикальных демократов не учёл политическую дальновидность своих противников и настроения демоса. Между решением о проведении и непосредственно самой остракофорией проходило несколько недель или месяцев. За это время Алкивиад и Никий договорились о союзе. Что именно они сделали, не совсем ясно: два политика могли предложить своим сторонникам проголосовать за изгнание Гипербола (в историографии встречается критика такого подхода как модернизаторского), публично раскритиковать общего оппонента, подтолкнув таким образом демос к определённому решению, либо просто продемонстрировать отсутствие разногласий между ними, заставив таким образом граждан искать какого-то другого кандидата. Существуют и альтернативные версии, согласно которым Алкивиад противостоял не Никию, а другому политику, Фаяксу, либо союзу Никия и Фаякса.
В любом случае исход хорошо известен: афиняне проголосовали за изгнание Гипербола. Это стало полной неожиданностью и для самого политика (он чувствовал себя в безопасности, так как не принадлежал к аристократии), и для большинства граждан. По словам Плутарха, такой исход сначала позабавил, но затем возмутил афинян, уверенных, что применять остракизм нужно только по отношению к людям знатным и достойным. «Считали, — пишет историк, — что для Фукидида, Аристида и подобных им лиц остракизм — наказание, для Гипербола же — почесть и лишний повод к хвастовству». Того же мнения был и комедиограф Платон, написавший:
Хоть подлость в нём достойна наказания,
Да слишком много чести для клеймёного
Суд черепков не для таких был выдуман.
Плутарх утверждает, что под влиянием этих событий афинский народ навсегда упразднил остракизм. Такая процедура действительно не применялась больше ни разу. По мнению ряда учёных, это связано именно с особенностями последней остракофории и её результатами: среди афинян могло возобладать мнение, что данная процедура перестала выполнять возлагавшиеся на неё функции (в частности, противоречие между двумя основными «партиями» не было снято), остракизм оказался ненадёжным методом политической борьбы, могущим ударить по его инициатору, а потому политики боялись его применять. Наконец, процедура действительно могла быть дискредитирована из-за того, что её жертвой стал недостойный человек. Согласно альтернативным гипотезам, отказ от остракизма мог быть связан не с изгнанием Гипербола, а с изменением общей ситуации в Афинах, с ухудшением демографии, с отсутствием биполярного противостояния политических группировок. Существуют и мнения о сочетании факторов общего и личностного характера.

### Смерть
Последнее сообщение о Гиперболе относится к 411 году до н. э., когда он находился на острове Самос (остаётся неясным, отправился он туда сразу после изгнания или позже). Самос тогда был главной базой афинского флота, так что сам факт присутствия Гипербола на этом острове, по мнению историка С. Г. Карпюка, может говорить о желании изгнанника вернуться в политику: на кораблях служили беднейшие граждане, основная опора демагогов. Согласно Фукидиду, когда в Афинах произошёл олигархический «Переворот Четырёхсот», на Самосе начались убийства сторонников демократии. В числе погибших оказался и Гипербол — его «самосцы убили с помощью одного из стратегов, Хармина…, чтобы дать афинянам залог верности». Возможно, убийство инициировал Хармин, у которого были какие-то личные счёты к опальному политику. Согласно гипотезе антиковеда И. Е. Сурикова, срок изгнания для жертв остракизма в ту эпоху уменьшился с десяти лет до пяти, и Гипербола убрали люди, не желавшие его скорого возвращения в Афины.

## Оценки личности
В античных источниках Гипербол получил исключительно отрицательные характеристики. Как и другие политики из числа радикальных демократов, он стал объектом постоянных нападок со стороны комедиографов, причём речь в комедиях идёт не об оценке политических взглядов, а о моральном осуждении. Аристофан называет Гипербола «проходимцем» («Мир», 421 год до н. э.), «злополучным полководцем, кислым уксусом» («Всадники», 424 год до н. э.), «уродом» («Женщины на празднике Фесмофорий», 411 год до н. э.). Из 11 дошедших до наших дней комедий Аристофана Гипербол упоминается по имени в семи. Политика высмеивали в своих комедиях Фриних, Гермипп, Платон, Евполид, Кратин, Левкон и Полизел, причём речь идёт только о сохранившихся фрагментах. Гипербола обвиняли в низости, испорченности, недостойном происхождении, сикофантии, смеялись над его матерью.
Фукидид в своей «Истории» охарактеризовал Гипербола как «человека гнусного, изгнанного остракизмом не из страха перед его могуществом и влиянием, но за порочность и за то, что он позорил государство». Эта оценка восходит к комедиям, хотя с другой стороны известно, что Фукидид ненавидел всех демократов-радикалов. Вслед за комедиографами Гипербола осуждает и оратор Андокид.
Авторов IV века до н. э. (Феопомпа, Исократа) Гипербол интересовал в первую очередь как вождь демоса и политический наследник Клеона, а в последующую эпоху о нём писали исключительно как о последней жертве остракизма. Плутарх упоминает политика в трёх из своих «Сравнительных жизнеописаний», называя «отъявленным негодяем», «человеком порочным и ничтожным», из-за которого «остракизм сделался предметом издевательства и поношения». В негативном ключе Гипербол упоминается у Лукиана (этот автор объединяет его с Клеоном), Клавдия Элиана и Гимерия.
Исследователей Гипербол интересует, как правило, в связи с его изгнанием и осуждением как политика. Попытки создать объективную картину связаны с серьёзными трудностями из-за исключительно негативного настроя античных авторов. Гипербол упоминается практически во всех общих трудах по истории Древних Афин, но работ, посвящённых исключительно ему, остаётся немного. Ещё в 1914 году в составе энциклопедии «Паули-Виссова» была опубликована биография политика, написанная Эрихом Свободой, в 1994 году свет увидела статья П. Родса «Остракизм Гипербола», в 1998 году — статья С. Карпюка «Гипербол, „человек негодный“». Карпюк отмечает, что Гипербол, несмотря на свою популярность, оставался «вечным вторым» (в тени сначала Клеона, потом — Алкивиада). Деятельность этого политика пришлась на переходный для афинской демократии период, и Гипербол отказался использовать новые методы борьбы, апеллировать напрямую к гражданской массе (имеются в виду моряки самосского флота), а не к старым полисным институтам; в результате он остался беззащитным и погиб. В то же время Гипербол оказался «новым политиком» для Афин с этической точки зрения: это первый общепризнанный «негодный человек», который мог совмещать репутацию сикофанта и роль священного посла.

## В культуре
Смерть Гипербола во время бунта на Самосе описана в книге Мэри Рено «Последние капли вина».